# La condena de Gabriel Doyle
La condena de Gabriel Doyle es una miniserie de televisión argentina de thriller y suspenso de 1998 creada y dirigida por Sebastián Borensztein y protagonizada por Luis Luque, Lito Cruz, Jean Pierre Noher y María Socas.
Luego de ganarse al público y a la crítica con la serie El Garante en 1997, Borensztein juntó al mismo equipo de producción para realizar La condena... como una especie de "hermana espiritual", y con una historia todavía más extraña: un hombre llamado Gabriel Doyle es condenado a la invisibilidad y así descubre qué piensan realmente de él quienes lo conocen, mientras lucha por redimir sus actos pasados y volver a ser físicamente visible. A diferencia de su antecesora, esta serie obtuvo poco éxito y repercusión luego de su estreno.
Gabriel Doyle es interpretado por Luis Luque, y Lito Cruz es Conan, alias "El Viejo", una suerte de guía en ese viaje doloroso del protagonista para salir de la invisibilidad. Los guiones fueron escritos por un equipo que incluía a Néstor Barrón, Borensztein y Robin Wood, entre otros. Se estrenó por primera vez el 1 de abril de 1998 en Canal 9 de Buenos Aires a las 22 horas.

## Sinopsis
Gabriel Doyle (cuyo verdadero nombre es Gabriel Sapeti; usa el apellido de su esposa, "Doyle", porque lo encuentra más sofisticado) es un cínico empresario argentino que se maneja de manera perversa y poco ética. De repente un día es condenado a ser invisible, gracias a lo cual se entera de que piensan realmente de él las demás personas. Un hombre viejo llamado Conan se presenta ante Doyle y actúa como una suerte de guía en el nuevo y peligroso mundo al que este último es adentrado, además de ser el encargado de hacerle cumplir su condena y de someterlo a nuevas pruebas, con el fin de que Doyle alcance su redención.

## Elenco
- Luis Luque ... Gabriel Doyle
- Lito Cruz ... El Viejo (Conan)
- Jean Pierre Noher
- Luis Ziembrowski ... Eduardo
- Cristina Banegas
- Roberto Catarineu
- María Socas
- Lydia Lamaison
- Magalí Moro
- Fabiana García Lago ... Cieguita
- Adrián Yospe
- Horacio Roca ... José
- Claudio Garófalo
- Mauricio Dayub ... Homero
- Soledad Villamil
- Ainara Cicunegui
- Eleonora Wexler
- Guido Gorgatti
- Roberto Carnaghi
- Julieta Diaz
- Hugo Arana
- Florencia Peña
- Gabriel Goity
- Santiago Rios
- Roberto Vallejos
- Solange Verina ... Romina (Cap. 14 "El milagro").
- Raúl Rizzo
- Max Berliner
- Horacio Erman
- Gregory Dayton